# Sixtus
Sixtus är ett latinskt mansnamn med grekiskt ursprung. Det har varit namnet på flera påvar inom den Romersk-katolska kyrkan.  

## Personer
- Sixtus Sääf (1827–1865), svensk riksbankstjänsteman och målare
- Sixtus Janson (1883–1957, svensk idrottsledare och företagsledare

### Påvar
- Sixtus I (cirka 116 – cirka 125)
- Sixtus II (257 – 258)
- Sixtus III (432 – 440)
- Sixtus IV (1471 – 1484)
- Sixtus V (1585 – 1590)